# 横果薹草
横果薹草（学名：Carex transversa）是莎草科薹草属的植物，为中国的特有植物。分布在朝鲜、日本以及中国大陆的湖南、江苏、浙江、广东、福建、安徽、江西等地，生长于海拔500米至800米的地区，见于山坡林下、草丛中及阴湿处，目前尚未由人工引种栽培。